# Copa de la Liga anglo-italiana

El trofeo.

La Copa de Liga anglo-italiana (it. Coppa di Lega Italo-Inglese; en. Anglo-Italian League Cup) es una extinta competición futbolística europea.
Enfrentó en las primeras tres ediciones, a los equipos italianos e ingleses ganadores respectivamente de la Copa Italia y de la Copa de Liga de Inglaterra —en formato de ida y vuelta—. En sus dos últimas ediciones los representantes ingleses fueron los ganadores de la Copa de Inglaterra.

## Historial
Nombres y banderas según la época.
| Copa de Liga anglo-italiana | Copa de Liga anglo-italiana | Copa de Liga anglo-italiana | Copa de Liga anglo-italiana | Copa de Liga anglo-italiana |
| Temp.                       | Campeón                     | Resultado                   | Subcampeón                  | Notas                       |
| --------------------------- | --------------------------- | --------------------------- | --------------------------- | --------------------------- |
| 1969                        | Swindon Town F. C.          | 1 - 2, 2 - 0                | A. S. Roma                  |                             |
| 1970                        | Bologna F. C.               | 1 - 0, 2 - 2                | Manchester City F. C.       |                             |
| 1971                        | Tottenham Hostpur F. C.     | 1 - 0, 2 - 0                | A. C. Torino                |                             |
| 1972                        | No disputado                | No disputado                | No disputado                | No disputado                |
| 1973                        | No disputado                | No disputado                | No disputado                | No disputado                |
| 1974                        | No disputado                | No disputado                | No disputado                | No disputado                |
| 1975                        | A. C. Fiorentina            | 1 - 0, 1 - 0                | West Ham United F. C.       |                             |
| 1976                        | S. S. C. Napoli             | 0 - 1, 4 - 0                | Southampton F. C.           |                             |

### Palmarés
| Equipo                  | Títulos | Subcampeón |
| ----------------------- | ------- | ---------- |
| Swindon Town F. C.      | 1       | -          |
| Bologna F. C.           | 1       | -          |
| Tottenham Hotspur F. C. | 1       | -          |
| A. C. Fiorentina        | 1       | -          |
| S. S. C. Napoli         | 1       | -          |
| A. S. Roma              | -       | 1          |
| Manchester City F. C.   | -       | 1          |
| A. C. Torino            | -       | 1          |
| West Ham United F. C.   | -       | 1          |
| Southampton F. C.       | -       | 1          |